# Ligne Boten - Vientiane
La ligne Boten-Vientiane (dite aussi ligne Chine - Laos) est la première véritable ligne de chemin de fer du Laos. Longue de 414 km elle relie la capitale Vientiane à la petite ville de Boten à la frontière avec la Chine. Elle fait partie de l'initiative Belt and Road,. La ligne Yuxi - Mohan, côté chinois, interconnectée à la ligne Boten - Vientiane, côté lao, composant ainsi la ligne internationale Chine - Laos, est inaugurée le 3 décembre 2021,.

## Histoire

### Contexte

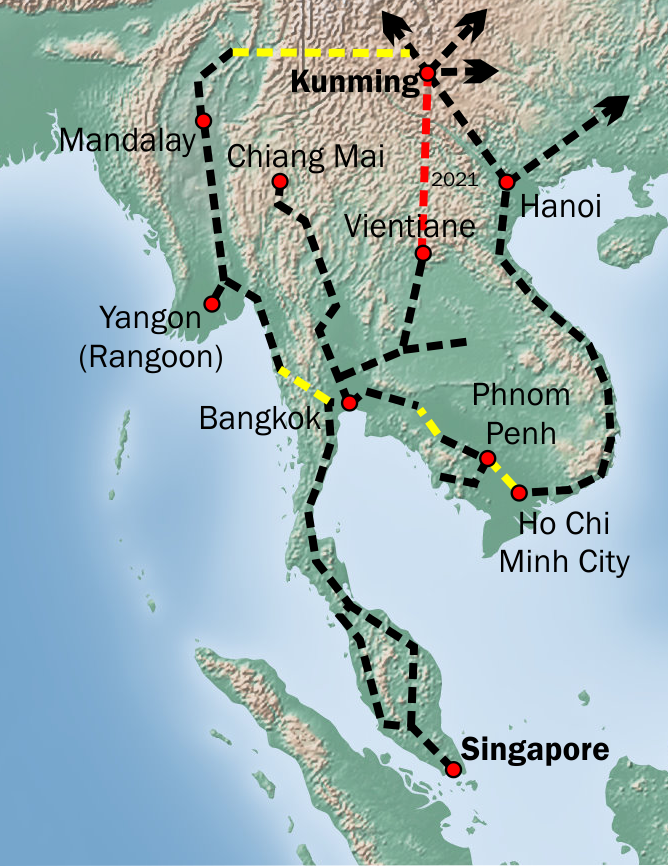
Réseau ferré reliant la Chine (Kunming) à l'Asie du Sud-Est (Vientiane, Singapour)

Le Laos est le seul pays enclavé d'Asie du Sud-Est, ce qui entrave le commerce des marchandises. Pendant la domination française, seul le chemin de fer de Khone fut achevé afin de faciliter le transport sur le Mékong en évitant les chutes éponymes, les travaux de la liaison ferroviaire Thanhek-Tan Ap entre le Laos et le Vietnam demeurant inaboutis. Une liaison ferroviaire à travers le Laos réduirait considérablement les temps de transit des marchandises et les coûts de transport entre le Laos et la Chine. Le chemin de fer serait également un maillon du réseau ferroviaire Kunming – Singapour, ainsi qu'un programme dans le cadre de la nouvelle route de la soie. Le chemin de fer devrait également stimuler le tourisme, le trafic de passagers représentant la majorité du trafic sur la ligne,,.
La Chine a pour objectif de construire un chemin de fer Europe-Asie de 5 500 km, qui commence à Kunming, la capitale provinciale du Yunnan, et traverse le Laos, la Birmanie, la Thaïlande, le Vietnam, le Cambodge et la Malaisie, avant de se terminer à Singapour, selon Ding He, chef de projet adjoint pour le projet ferroviaire Chine-Laos.

### Financement et dette
Le coût du projet est estimé à 6 milliards de dollars américains. Le gouvernement lao emprunte 60% (3,6 milliards de dollars américains) à la Banque d'exportation et d'importation de Chine et les 40 % restants (2,4 milliards de dollars américains) sont financés par une coentreprise entre les deux pays. La Chine détient 70 % des parts de l'entreprise. Sur le reste de la participation, le gouvernement lao débourse 250 millions de dollars de son budget national et emprunte 480 millions de dollars de plus à la Banque d'exportation-importation de Chine,.
Le Fonds monétaire international (FMI) se préoccupe que le projet de chemin de fer, avec d'autres, pourrait faire tomber le Laos dans le piège de la dette de la Chine,,. En 2019, le Lowy Institute a estimé la dette du Laos envers la Chine à 45% de son PIB. En 2020, Fitch Ratings a attribué au Laos une note de crédit « CCC », mentionnant le montant de sa dette excessive.

### Infrastructure en projet
Quarante-sept pour cent de la voie ferrée sont constitués par 75 tunnels et 15 % passent sur des viaducs répartis sur 167 ponts. Trente-deux gares sont prévues le long du parcours. Le village de Xay dans le district de Xaythany sera le site de la gare de Vientiane, la plus grande gare de la ligne. La gare comprendra quatre quais avec sept voies, réservant la possibilité de deux quais supplémentaires avec trois voies. Il devrait se connecter avec d'autres lignes de chemin de fer prévues pour le Laos. La gare pourra accueillir jusqu'à 2 500 passagers pour une superficie totale de 14 543 mètres carrés.
Le chemin de fer doit être construit selon la norme chinoise GB Grade 1 (convient pour 160 km/h passager et 120 km/h des trains de marchandises), faisant du Laos le premier pays à se connecter au réseau ferroviaire chinois grâce à la technologie chinoise.

### Construction
Les premiers entretiens sur le chemin de fer reliant le Laos et la Chine ont eu lieu en 2001, les politiciens laotiens et chinois ont tous deux confirmé les plans en 2009. Somsavat Lengsavad aurait été le moteur du projet du côté laotien. Après le scandale de corruption du ministre chinois des Chemins de fer Liu Zhijun, le début de la construction a été retardé jusqu'au début de 2016.
La construction débute à Luang Prabang le 25 décembre 2016. À la fin de 2017, la phase de construction était achevée à 20 % , et, en septembre 2019, l'avancement était à 80 % achevé. Les bombes non explosées qui ont été larguées pendant la guerre du Vietnam seront également retirées le long de la route.
Au nord, la ligne est reliée au système ferroviaire chinois à la ville frontière de Mohan (en) dans le xian de Mengla, par la ligne ferroviaire Yuxi - Mohan. Dans le sud, il rencontre le chemin de fer à voie métrique existant à Thanaleng (en), à la frontière avec la Thaïlande, le reliant via Nong Khai en Thaïlande à Bangkok. Une extension à écartement standard à grande vitesse vers Bangkok est également en construction. Une fois terminé, le chemin de fer Boten - Vientiane constituera une partie importante de la ligne Kunming – Singapour.

### Inauguration et ouverture exploitation
Cinq ans après le lancement du chantier, le 16 octobre 2021, un premier train de voyageurs relie Kunming à Vientiane, les 1 022 km de la ligne étant parcourus en 10 heures. L'inauguration officielle a lieu le 3 décembre 2021, pour la fête nationale du Laos. C'est la première grande ligne de chemin de fer du Laos.

## Infrastructure

### Gares et haltes

Gare de Ventiane
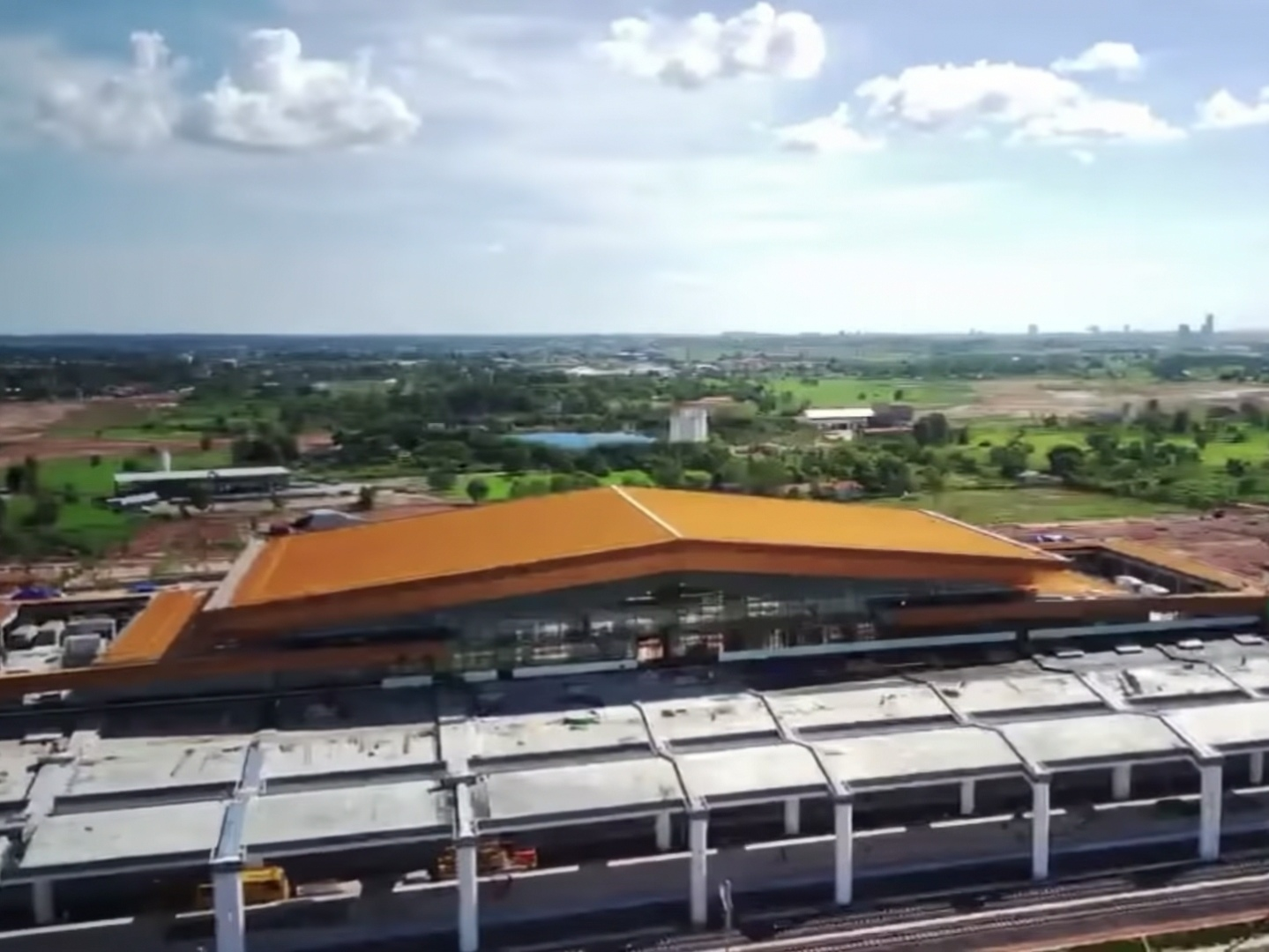
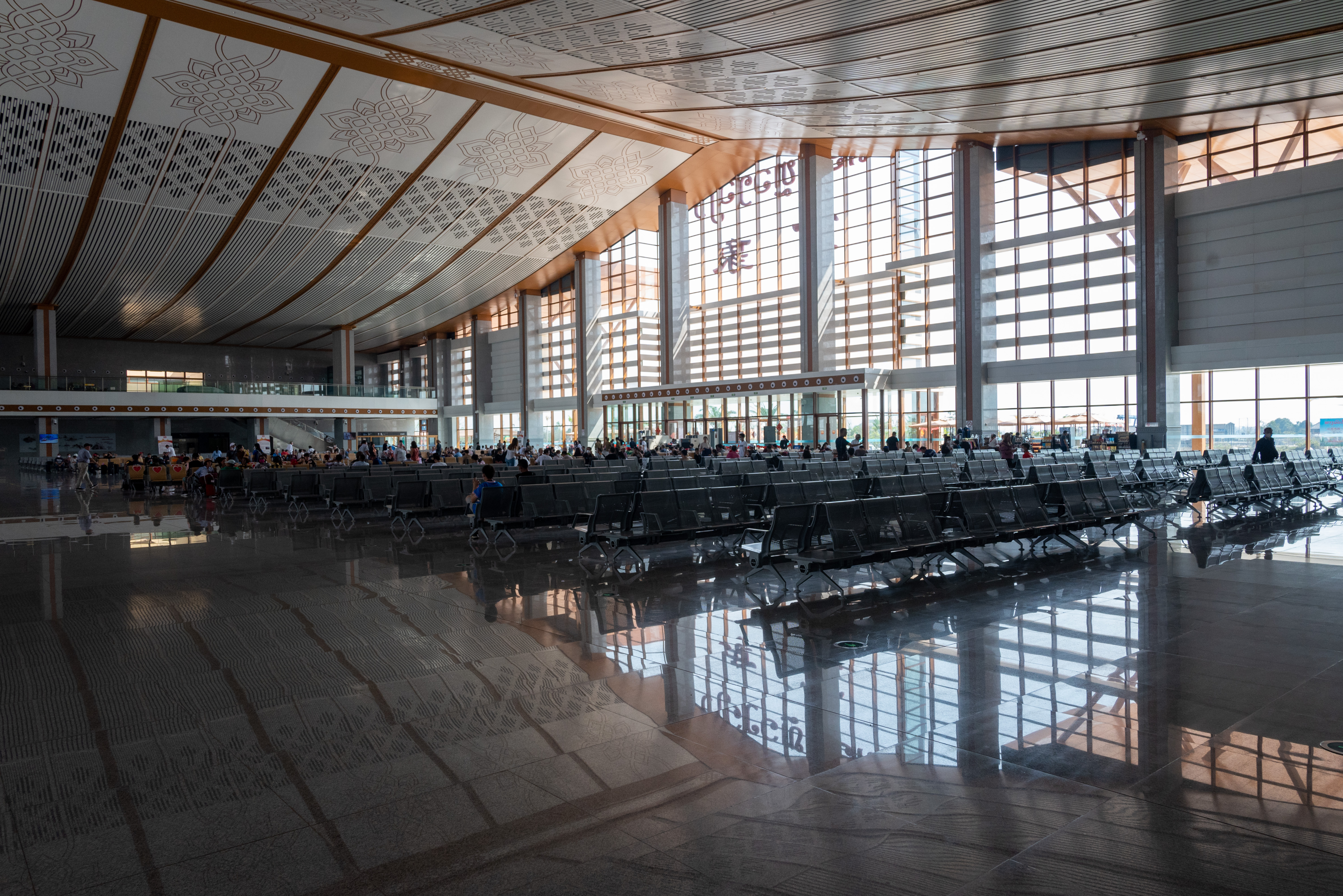